# Martin Selmayr
Martin Selmayr (5 de dezembro de 1970, em Bonn) é um advogado alemão e funcionário público europeu, que serviu como chefe de gabinete do ex-Presidente da Comissão Europeia, Jean-Claude Juncker. Selmayr é um confidente próximo de Juncker e foi director de campanha e chefe da equipa de transição antes de Juncker tomar posse como presidente. Selmayr tem sido amplamente descrito como o mais influente funcionário da Comissão Europeia.
Selmayr pertence a uma família bávara com ligações ao exército e à segurança germânicas há três gerações. Pela linha paterna é neto do general Josef Selmayr (1905-2005), coronel do exército sob Adolf Hitler, condenado por crimes de guerra na Jugoslávia e recuperado pelos aliados. Integrou a Organização Gehlen ao serviço da CIA e a contra-espionagem alemã. E é filho de Gerhard Selmayr, responsável por livros branqueando a imagem do precedente e com ligações ao exército e ao ministério da Defesa da República Federal Alemã (RFA). Pelo lado materno, é neto do general Ludwig Heinrich “Heinz” Gaedcke (1905-1992), coronel do exército de Hitler e, em 1956, um dos primeiros generais do novo exército alemão criado pela RFA.
Martin Selmayr foi de 1 de março de 2018 a 1 de agosto de 2019 o secretário-geral da Comissão Europeia.

## Livros
- A Lei do Banco Central Europeu, Oxford: Hart Publishing (2001), com Chiara Zilioli
- Das Recht der Wirtschafts - und Währungsunion: Morrer Vergemeinschaftung der Währung, Baden-Baden (2002).
- La Banca central europea, Milão (2007), com Chiara Zilioli